# Liste der Mitglieder des Coburger Landtags (11. Wahlperiode)
Diese Liste nennt die Mitglieder des Coburger Landtags in seiner 11. Wahlperiode (1865–1868).
| Wahlbezirk | Name                           | Stand               | Ort         | Anmerkung                       |
| ---------- | ------------------------------ | ------------------- | ----------- | ------------------------------- |
| I          | Dr. Ludwig Rückert             | Rechtsanwalt        | Coburg      | Stellvertretender Schriftführer |
| II         | Louis Schmidt                  | Sparkassenverwalter | Coburg      |                                 |
| III        | Friedrich Köhler               | Rechtsanwalt        | Coburg      | Präsident                       |
| IV         | Feodor Streit                  | Rechtsanwalt        | Coburg      | Schriftführer                   |
| V          | Emil Heinrich Reinhold Deyßing | Justizamtmann       | Coburg      |                                 |
| VI         | Alfred Schmidt                 | Bürgermeister       | Rodach      |                                 |
| VII        | Johann Ehrhard Eichhorn        | Hoffischer          | Unterlauter |                                 |
| VIII       | Rudolf Muther                  | Bürgermeister       | Coburg      | Stellvertretender Präsident     |
| IX         | Joh. Georg Gundermann          | Landwirt            | Zedersdorf  |                                 |
| X          | Caspar Metzner                 | Schultheiß          | Hofstädten  |                                 |
| XI         | Franz Ronge                    | Magistratsrat       | Königsberg  |                                 |

Johann Stegner war Alterspräsident des Landtags. Dem ständigen Ausschuss gehörten Oberländer als Präsident, Forkel als Schriftführer sowie Stegner, Köhler und Florschütz an.
Als Abgeordnete des Gemeinschaftlichen Landtags wurden Oberländer, Stegner, Forkel, Köhler, Rückert, Florschütz und Heß gewählt.